# Smržov (Hradec Králové)
Smržov é uma comuna checa localizada na região de Hradec Králové, distrito de Hradec Králové‎.